# Clojure
Clojure (výslovnost [ˈkloužəːr]) je v informatice moderní dialekt programovacího jazyka Lisp. Jedná se o univerzální jazyk podporující funkcionální programování, který se zaměřuje na zjednodušení vývoje vícevláknových aplikací. Clojure používá běhové prostředí JVM nebo CLR, přičemž zastává filozofii kódu, který se chová jako data a implementuje sofistikovaný Lispový makrosystém.

## Filozofie
Rich Hickey vyvinul Clojure, protože si přál moderní Lisp spolupracující s rozšířenou platformou Java, který by byl navržen pro vývoj vícevláknových aplikací.
Clojure používá pro řízení souběžnosti koncept tzv. identit, který si lze představit jako sérii v čase neměnitelných stavů. Jelikož tyto stavy mají neměnitelné hodnoty, může nad nimi paralelně operovat jakýkoliv počet vláken a řízení souběžnosti se stává otázkou spravování přechodů z jednoho stavu do dalšího. Pro tento účel Clojure poskytuje 4 měnitelné referenční typy, kde každý má jasně definovanou sémantiku pro přechod mezi stavy.

## Syntaxe
Jako každý Lisp, syntaxe jazyka Clojure je postavena na s-výrazech, které jsou nejprve rozebrány do datových struktur před tím než jsou zkompilovány. Clojure podporuje literály pro struktury jako seznamy, mapy, množiny a pole, které jsou kompilátoru předány tak jak jsou. Clojure je Lisp-1 a není zamýšleno, aby byl kompatibilní s ostatními dialekty Lispu.

## Makra
Makro je konstrukce, které v argumentech předáme S-výrazy, ze kterých je následně sestaven libovolný kód. Poté se tento kód vykoná.
Systém maker v Clojuru je velice podobný kódu Common Lispu.

## Vlastnosti jazyka
- dynamický vývoj pomocí REPL
- funkce jsou first-class objekty s důrazem na rekurzi namísto smyček vytvářejících postranní efekty
- líně vyhodnocované sekvence
- poskytuje bohatou sadu neměnitelných datových struktur
- souběžné programování pomocí softwarové transakční paměti, agentový systém a dynamický typový systém
- multimetody poskytují dynamické spuštění metod, jejichž konkrétní implementace je vybrána na základě typu předaných parametrů
- jazyk je kompilovaný do JVM bajtkódu
- silná integrace s Javou: kód jazyka Clojure kompilovaný do JVM bajtkódu může být snadno nasazený do běžného prostředí JVM a aplikačních serverů bez dalších potíží; jazyk dále poskytuje makra, která usnadňují použití existujících Java API; jeho struktury implementují standardní rozhraní Javy, což umožňuje spouštět kód napsaný v Clojure z Javy

## Příklady

### Ahoj světe
```
(
println
 
"Ahoj světe!"
)

```

### GUI verze
```
(
javax.swing.JOptionPane/showMessageDialog
 
nil
 
"Ahoj světe"
)

```

### Vláknově bezpečný generátor unikátních sériových čísel
```
(
let
 
[i
 
(
atom
 
0
)
]

  
(
defn
 
generate-unique-id

    
"Vrací různá číselná ID pro každé volání."

    
[]

    
(
swap!
 
i
 
inc
)))

```

### Anonymní podtřídajava.io.Writer
Tato třída nikam nezapisuje a obsahuje makro, které umlčí všechno vypisování.
```
(
def
 
bit-bucket-writer

  
(
proxy
 
[java.io.Writer]
 
[]

    
(
write
 
[buf]
 
nil
)

    
(
close
 
[]
    
nil
)

    
(
flush
 
[]
    
nil
)))

(
defmacro
 
noprint

  
"Vykoná předané výrazy a umlčí všechna vypisování na *out* (standardní výstup)."

  
[&
 
forms]

  
`
(
binding
 
[*out*
 
bit-bucket-writer]

     
~@forms
))

(
noprint

 
(
println
 
"Zdravím nikoho!"
))

```

### Vlákna
Následující příklad ukazuje 10 vláken operujících nad společnou datovou strukturou, která se skládá ze 100 vektorů, každý obsahující 10 (zpočátku po sobě jdoucích) unikátních čísel. Každé vlákno vybírá 2 náhodné pozice ve 2 náhodných vektorech a prohazuje je. Všechny změny ve vektorech probíhají v transakcích s použitím softwarové transakční paměti, a proto ani po 100 000 iteracích každého vlákna se neztratí žádné číslo.
```
(
defn
 
run
 
[nvecs
 
nitems
 
nthreads
 
niters]

  
(
let
 
[vec-refs
 
(
vec
 
(
map
 
(
comp
 
ref
 
vec
)

                           
(
partition
 
nitems
 
(
range
 
(
*
 
nvecs
 
nitems
)))))

        
swap
 
#(
let
 
[v1
 
(
rand-int
 
nvecs
)

                    
v2
 
(
rand-int
 
nvecs
)

                    
i1
 
(
rand-int
 
nitems
)

                    
i2
 
(
rand-int
 
nitems
)
]

                
(
dosync

                 
(
let
 
[temp
 
(
nth
 
@
(
vec-refs
 
v1
)
 
i1
)
]

                   
(
alter
 
(
vec-refs
 
v1
)
 
assoc
 
i1
 
(
nth
 
@
(
vec-refs
 
v2
)
 
i2
))

                   
(
alter
 
(
vec-refs
 
v2
)
 
assoc
 
i2
 
temp
))))

        
report
 
#(
do

                 
(
prn
 
(
map
 
deref
 
vec-refs
))

                 
(
println
 
"Distinct:"

                          
(
count
 
(
distinct
 
(
apply
 
concat
 
(
map
 
deref
 
vec-refs
))))))
]

    
(
report
)

    
(
dorun
 
(
apply
 
pcalls
 
(
repeat
 
nthreads
 
#(
dotimes
 
[_
 
niters]
 
(
swap
)))))

    
(
report
)))

(
run
 
100
 
10
 
10
 
100000
)

```

#### Výstup
```
(
[0
 
1
 
2
 
3
 
4
 
5
 
6
 
7
 
8
 
9]
 
[10
 
11
 
12
 
13
 
14
 
15
 
16
 
17
 
18
 
19]
 
…

 
[990
 
991
 
992
 
993
 
994
 
995
 
996
 
997
 
998
 
999]
)

Distinct:
 
1000

 

(
[382
 
318
 
466
 
963
 
619
 
22
 
21
 
273
 
45
 
596]
 
[808
 
639
 
804
 
471
 
394
 
904
 
952
 
75
 
289
 
778]
 
…

 
[484
 
216
 
622
 
139
 
651
 
592
 
379
 
228
 
242
 
355]
)

Distinct:
 
1000

```